# Something to Write Home About
Something to Write Home About — второй студийный альбом американской рок-группы The Get Up Kids, выпущенный в 1999 году. Альбом стал крайне успешным и позволил группе выйти из андеграунда, став значимым исполнителем на эмо-сцене. В США было продано свыше 134 тысяч копий альбома.

## Список композиций
| №                   | Название                      | Длительность |
| ------------------- | ----------------------------- | ------------ |
| 1.                  | «Holiday»                     | 3:29         |
| 2.                  | «Action & Action»             | 4:05         |
| 3.                  | «Valentine»                   | 4:19         |
| 4.                  | «Red Letter Day»              | 2:56         |
| 5.                  | «Out of Reach»                | 3:46         |
| 6.                  | «Ten Minutes»                 | 3:12         |
| 7.                  | «The Company Dime»            | 4:06         |
| 8.                  | «My Apology»                  | 3:24         |
| 9.                  | «I'm a Loner Dottie, a Rebel» | 3:08         |
| 10.                 | «Long Goodnight»              | 4:48         |
| 11.                 | «Close to Home»               | 3:50         |
| 12.                 | «I'll Catch You»              | 4:22         |
| Общая длительность: | Общая длительность:           | 45:26        |

## Позиции в чартах
| Страна | Организация           | Позиция |
| ------ | --------------------- | ------- |
| США    | Billboard Heatseekers | 31      |

## Участники записи
- Мэтт Прайор — вокал, гитара, бэк-вокал
- Джим Суптик — вокал, гитара, бэк-вокал
- Роб Поуп — бас-гитара
- Райан Поуп — ударные
- Джеймс Дьюис — клавишные, вокал, бэк-вокал